# Culhwch e Olwen
Culhwch e Olwen (em galês Culhwch ac Olwen, em inglês Culhwch and Olwen) é um conto medieval galês famoso por ser uma das obras literárias mais antigas a mencionar o personagem rei Artur.
O conto está redatado em galês médio e sobrevive em duas cópias muito parecidas presentes nas duas coleções mais importantes de literatura medieval galesa, o Livro Branco de Rhydderch (c.1350) e o Livro Vermelho de Hergest (1375-1425). Apesar da data relativamente tardia destes manuscritos, análises linguísticas dos textos indicam que o conto original pode ter sido escrito por volta de 1100.
Culhwch e Olwen foi popularizado inicialmente por Charlotte Guest, que o traduziu ao inglês e o incluiu no seu Mabinogion, uma coleção de literatura medieval galesa publicada no século XIX.

## Sinopse
Culhwch (ou Kilhwch) é filho do rei Cilydd e da rainha Goleuddydd. A rainha enlouquece durante a gravidez e morre pouco tempo após o nascimento de Culhwch, que é criado em segredo numa granja de porcos até a juventude. Buscando uma nova rainha, o rei Cilydd mata o rei Doged e toma sua rainha como esposa, trazendo também a filha desta ao seu reino. A nova rainha leva uma vida frustrada por não ter um herdeiro direto, mas quando sabe da existência de Culhwch, chama-o para a corte e oferece-lhe a mão de sua filha. Culhwch recusa, o que ofende sobremaneira a rainha: esta lança sobre o rapaz uma maldição pela qual ele apenas poderá casar-se com a bela Olwen, filha de Ysbaddaden Pencawr, rei dos gigantes.
Mesmo sem havê-la visto, Culhwch fica obcecado por Olwen. O rei Cilydd manda-o à corte do seu primo, o rei Artur, para procurar ajuda na difícil missão de desposar a filha do rei dos gigantes. Artur recebe-o em sua corte em Celliwig, na Cornualha, e ouve o pedido de ajuda de Culhwch. Na sua fala, Culhwch faz uma extensa relação dos homens, mulheres, armas e animais da corte do rei que poderiam ajudá-lo. Artur envia mensageiros por todo o reino para que busquem notícias sobre o paradeiro de Olwen. Como nenhum deles consegue encontrá-la, Culhwch e seis dos melhores guerreiros do rei Artur partem na busca. Entre estes cavaleiros estão Cei, Bedwyr e Gwalchmei, que em romances medievais mais tardios sobre os Cavaleiros da Távola Redonda são conhecidos como Sir Kay, Sir Bedivere e Sir Gawain (Galvão, sobrinho de Artur).
Os viajantes conseguem encontrar um pastor que sabe como encontrar Olwen. Ela os visita na casa do pastor, e a seu passo brotam flores brancas do chão - daí seu nome, que significa "rastro branco". Culhwch apaixona-se imediatamente por Olwen, e ela também se interessa por ele, mas lhe diz que precisa primeiro da permissão de seu pai, Ysbaddaden, que segundo um encantamento está fadado a morrer no momento em que ela se casar, e que só lhe dará a permissão se ele executar uma série de tarefas quase impossíveis.
Culhwch e seus companheiros chegam à corte de Ysbaddaden e este, como esperado, lhes dá uma série de tarefas para completar, incluindo a de cortar o cabelo e a barba do próprio rei Ysbaddaden. Outra tarefa difícil é matar o javali gigante Twrch Trwyth, na realidade um rei da Irlanda transformado em animal.
Como primeira tarefa, os heróis precisam obter a espada de Wrnach, o gigante, uma arma necessária para matar o javali. Cei, por meio de um engano, consegue a espada e mata o gigante. Em seguida eles buscam Mabon ap Modron, o único homem capaz de manejar Drudwyn o cão, necessário para capturar Twrch Trwyth. Com a ajuda de Artur, cujo exército ataca Gloucester, eles conseguem liberar Mabon de seu cativeiro.
Como próxima tarefa, eles matam o feroz javali Ysgithyrwyn, cujas afiadas presas são necessárias para completar sua missão. Eles seguem Twrch Trwyth à Irlanda, mas o animal escapa para Gales. Segue-se uma intensa perseguição por todo o país em que morrem muitos homens de Artur, até que Twrch Trwyth é capturado às margens do rio Severn. Ele então obtêm as tesouras, pente e uma navalha que estavam entre as orelhas do monstro; o animal é levado ao mar e se afoga.
Finalmente, Artur mata pessoalmente a Bruxa Negra, recolhendo seu sangue para amolecer a barba de Ysbaddaden. Com os itens obtidos nas aventuras, Culhwch corta o cabelo de Ysbaddaden e o barbeia "até o osso". O rei dos gigantes morre e Culhwch e Olwen podem se casar.